# Enregistrement public
Enregistrement public è un album dal vivo del gruppo musicale cileno Quilapayún pubblicato nel 1977.

## Descrizione
Questo è il secondo disco dal vivo e il primo registrato dopo il golpe di Pinochet e durante l'esilio in Francia.
Registrato il 5 e 6 di febbraio del 1977 nel Théâtre de la Ville a Parigi, questo album si caratterizza per la presenza di alcuni brani tra quelli realizzati nei loro dischi più recenti (particolarmente dall'album Patria), qualche ripescaggio dal loro repertorio più classico e due canzoni inedite mai registrate prima (Angola e Libertad, libertad). Il disco sembra voler chiudere il primo ciclo delle loro pubblicazioni realizzate in esilio, strettamente legate agli eventi cileni successivi alla presa del potere di Augusto Pinochet, e preludere al nuovo ciclo, che partirà con l'album Umbral, caratterizzato da una maggiore complessità e raffinatezza delle musiche e degli arrangiamenti unito a una maggiore ironia nei testi che saranno sempre meno esplicitamente politici.
Gli arrangiamenti appartengono tutti collettivamente al gruppo, tranne Chacarilla (brano dell'altopiano andino, questa versione si rifà all'arrangiamento realizzato dagli Illapu), Venceremos arrangiato da Sergio Ortega e Duerme, duerme negrito che utilizza l'arrangiamento realizzato anni prima dal gruppo insieme a Víctor Jara.

## Edizioni
Questo album è stato pubblicato per la prima volta nel 1977, in formato LP, e in questo stesso formato è stato pubblicato in Giappone con identica track-list.
Non è mai stato pubblicato in CD, ma diverse tracce di questo disco sono comparse come bonus tracks all'interno delle edizioni in CD dei dischi El pueblo unido jamás será vencido, Adelante e Patria.
- 1977 – LP, Pathé Marconi EMI 2C 066 - 14402, Francia
- 1977 – LP, EMI Odeon EOS-80831, Giappone

## Tracce

### LP
1. Patria de multitudes – 5:46 (testo: Hernán Gómez – musica: Eduardo Carrasco)
2. Venceremos – 2:44 (testo: Claudio Iturra – musica: Sergio Ortega)
3. Chacarilla – 3:14 (tradizionale della Bolivia)
4. Duerme, duerme negrito – 3:26 (tradizionale)
5. La bola – 3:33 (testo: Carlos Puebla – musica: tradizionale cubano)
6. Mi Patria – 5:11 (testo: Fernando Alegría – musica: Eduardo Carrasco)
7. Vals de Colombes – 3:34 (Eduardo Carrasco)
8. Las obreras – 3:03 (testo: Quilapayún – musica: tradizionale)
9. Angola – 3:02 (Eduardo Carrasco)
10. Libertad, libertad – 3:12 (testo: Patricio Manns – musica: Eduardo Carrasco)

Durata totale: 36:45

## Crediti

### Formazione
- Eduardo Carrasco
- Carlos Quezada
- Willy Oddó
- Hernán Gómez
- Rodolfo Parada
- Hugo Lagos
- Guillermo Garcia

### Collaboratori
- Jean-Claude Lefevre - ingegnere del suono
- Philippe Gras - fotografie
- Sibylle Bergemann - fotografie